# Fasdhūtherē-Atoll
Das Fasdhūtherē-Atoll liegt in der westlichen Inselkette der Malediven direkt zwischen dem Nord-Maalhosmadulu-Atoll und dem Süd-Maalhosmadulu-Atoll.

## Geographie
Das 22 Kilometer breite, keilförmige Atoll ist durch den vier Kilometer breiten Moresby Kanal (lokal Hani Kandu genannt) vom nördlichen Maalhosmadulu-Atoll getrennt; das südliche Maalhosmadulu-Atoll ist weniger als zwei Kilometer entfernt.
Von den 11 Inseln im Atoll ist nur die Hauptinsel Kudarikilu im Südosten dauerhaft bewohnt. 2014 lebten dort 410 Einheimische.

## Verwaltung
Das Fasdhūtherē-Atoll bildet zusammen mit dem südlich direkt angrenzenden Süd-Maalhosmadulu-Atoll und dem 50 km südlich liegenden Goidhoo-Atoll das maledivische Verwaltungsatoll Maalhosmadulu Dhekunuburi, mit der Thaana-Kurzbezeichnung ބ (Baa).